# 亚尔科夫斯基效应

亚尔科夫斯基效应：
1. 來自小行星表面的輻射
2. 正向自轉的小行星
2.1 小行星表面"下午"的位置
3. 小行星公轉軌道
4. 來自太陽的輻射

亚尔科夫斯基效应（英語：Yarkovsky effect），
亦称雅科夫斯基效应、雅可夫斯基效應，是指当小行星吸收阳光和释放热量时对小行星产生的微小的推动力。准确来说，即是一个旋转物体由于受在太空中的带有动量的热量光子的各向异性放射而产生的力。此效应在直径10厘米至10公里的天体（流星、陨石和小行星）上较为明显。

## 发现的历史
此效应由俄罗斯的土木工程师伊凡·亚尔科夫斯基（1844年-1902年）利用工餘时间研究科学问题时所发现。约在1900年时他在一本小册子写上“太空中自转的天体受太阳光照射加热使其受力，轨道上的小天体因此受到微弱但长期性的影响，尤其是流星和小行星。” 若不是爱沙尼亚天文学家恩斯特·厄皮克在1909年间读到亚尔科夫斯基的笔记，那亚尔科夫斯基非凡的洞察力就不会公诸于世。数十年后，奥匹克回忆起那本小册子，讨论到亚尔科夫斯基效应对于太阳系中移动的流星，有着可能的重要性。

## 测量
亚尔科夫斯基效果在从1991年到2003年的12年中在小行星6489上被首次测量出。小行星6489（葛耒夫卡）的轨道在1991年，1995年和1999年以阿雷西博天文台的射电望远镜被精密地测出。

## 外部連結
- Detection of Semi-Major Axis Drifts in 54 Near-Earth Asteroids: New Measurements of the Yarkovsky Effect（页面存档备份，存于） – (Arxiv: 1204.5990)
- Asteroid Nudged by Sunlight: Most Precise Measurement of Yarkovsky Effect（页面存档备份，存于） – (ScienceDaily 2012-05-24)